# Дубовое (Чаплыгинский район)
Дубовое — село в составе Чаплыгинского района Липецкой области Российской Федерации, административный центр Дубовского сельского поселения.

## География
Находится на реке Ягодной Рясе (по старинным документам при речке Ховенке), к юго-востоку от города Чаплыгина.

## История
В архивных документах РГАДА за 1638 год село упоминается под названием Бело Озеро.
«В Оловайском стану. Село на Белом Озере в поместье за козловцыми детьми боярскими за Фёдором Выставкиным с товарыщи, а что в нём под церковь место и за помещики по мере усад и дикого поля на пашню и всяких угодий и то писано подлинно в поместных книгах порознь по статьям. А межа то их поместной земли от усад налево по подлесью до дубова носу а дубовым носом вниз до речки Гавельных Ряс. Направо земля и всякие угодья села Бела Озера детей боярских Фёдора Выстовкина с товарищами а налево земля и всякие угодья вотчина Чудова монастыря села Бухового. А от усть Дубового носа за речкой говельной Рясой налево по косу на вершину, на вершине дуб стоит в частых березах а на нем грань, а от дуба за гранью прямо на курган, на кургане столб а на нем грань а от кургана и от столба за гранью прямо к речке колодцу. У речки на берегу волха, а на ней грань а от волхи за гранью вверх по речке колодцу до россоши (оврага), а от россоши вверх левою россошью до другой россоши, от другой россоши правою россошью по олхам немного повернув налево к дубу а дуб стоит по правой вершине а на нем грань направо земли и все угодья села Бела Озера детей боярских Фёдора Выставкина с товарищами а налево земля и всякие угодья вотчины Чудова монастыря .. а от дуба прямо к кусту, а у куста налево сторону дубок а на нем грань а от дубка за гранью направо по косу к дубу … по леву сторону а на нем грань направо земля всякие угодья села Белова Озеро детей боярских. Налево земля и всякие угодья поляны Истобной детей боярских Савы Ефимова с товарищами. А от дуба с гранью направо покосу к ряской дороге а по другую сторону степи к большому лесу от ряской дороги с полверсты береза а на ней грань а у ней яма а от ямы и от березы с гранью к двум березам стоят».
До 1999 года в селе было три школы, в 2000 году осталось две.

## Население
| 1859 | 1897  | 1906  | 1939  | 2010  |
| ---- | ----- | ----- | ----- | ----- |
| 3450 | ↗4697 | ↗5277 | ↗6168 | ↘1557 |

### Известные жители
Среди уроженцев села можно особо выделить ветеранов Великой Отечественной войны Стрекалова Петра Семеновича (1920—1998), Героя Советского Союза (в звании полковника) и Шатохина Алексея Андреевича (1924—2011) (в звании подполковника).

## Достопримечательности

### Святой источник

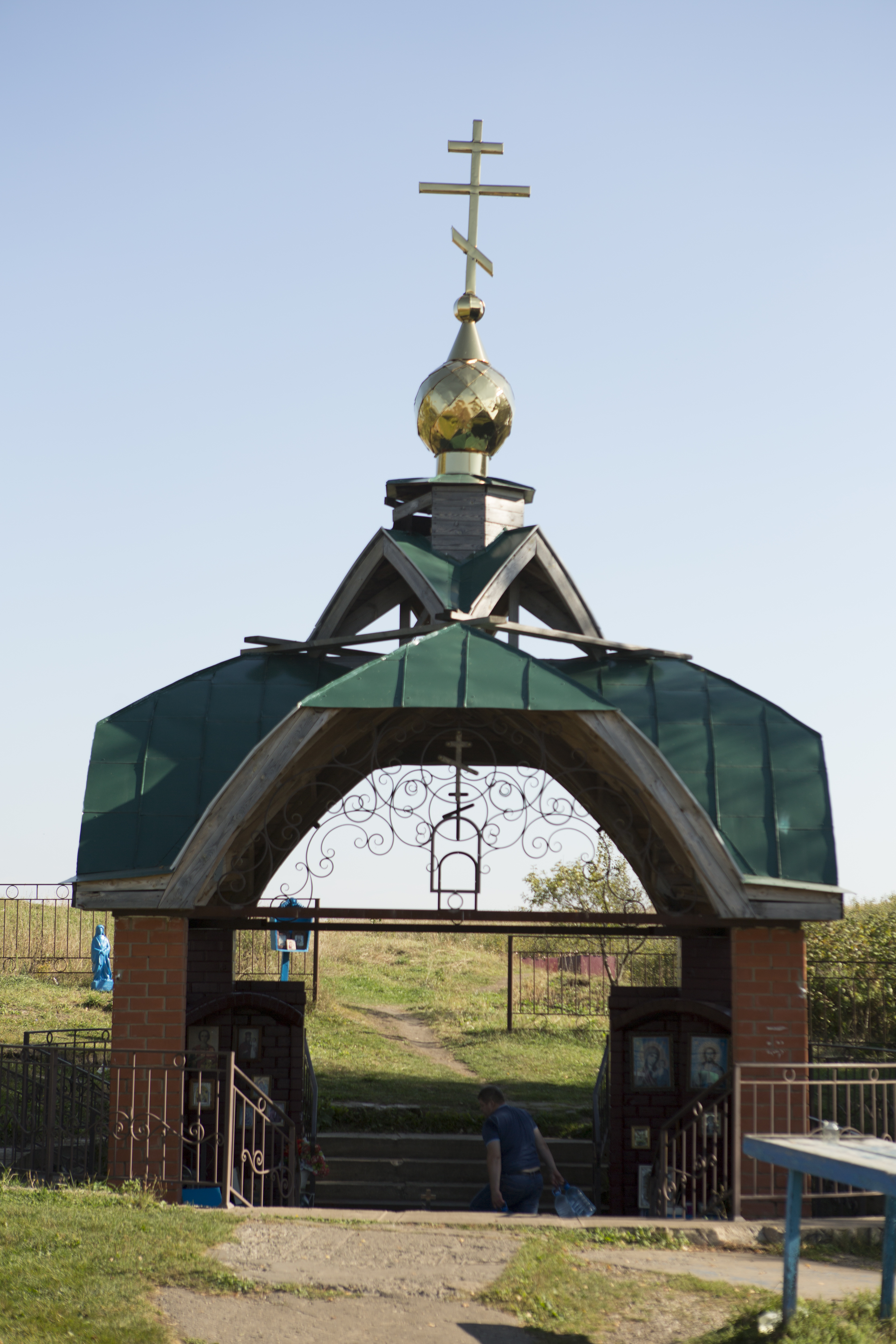
Святой источник (2018 год)

Одной из достопримечательностей села является знаменитый природный источник — Дубовской Святой источник Николая Чудотворца, наиболее почитаемый в народе и известный за пределами Липецкой области. За целебной водой к источнику приезжают не только местные жители, но и паломники из разных мест России. Вода из источника приятная на вкус и отмечается целебными свойствами.